# Národní park Øvre Dividal
Národní park Øvre Dividal (severní sámštinou Dieváidvuovddi álbmotmeahcci, norsky Øvre Dividal nasjonalpark) leží na území obce Målselv v kraji Troms v Norsku. Park byl otevřen v roce 1971 a má plochu 750 km2. Původním záměrem bylo zachovat velmi málo narušené vnitrozemská údolí a horské oblasti. Národním parkem prochází dálková pěší turistická stezka Nordkalottleden.

## Jméno
První část v názvu Dividal pochází ze sámského slova dievvá, což znamená "kulatý a suchý kopec". Druhá část je z norského slova dal, které znamená "údolí" (důl). Slovo øvre znamená v norštině "horní", tedy celý název znamená "horní část Dividal".

## Příroda

### Flóra

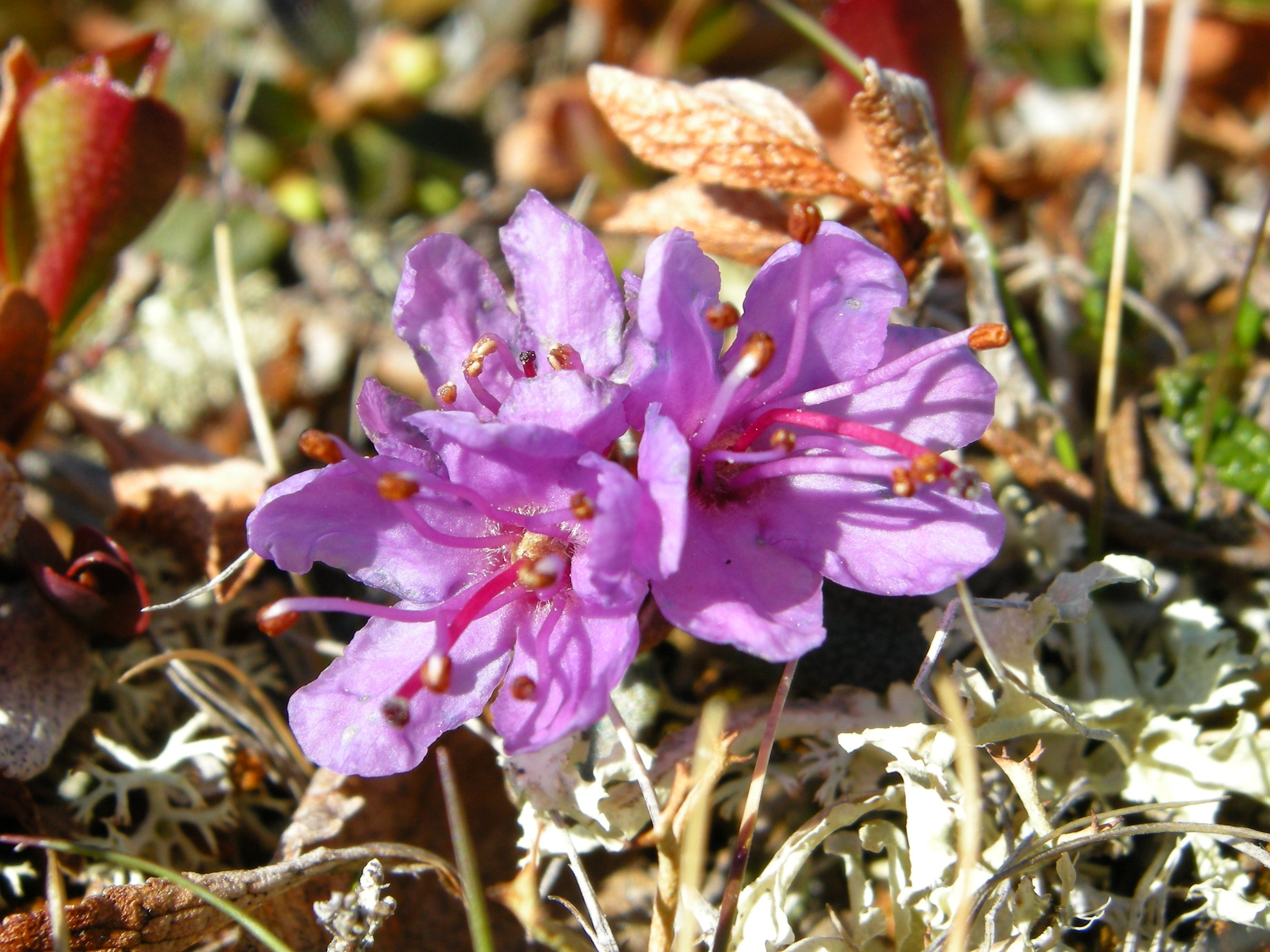
Pěnišník laponský (Rhododendron lapponicum)

Borovicové lesy na nejnižších místech ustupují výše horským břízám a nejvýše v otevřené alpské tundře roste vrba a trpasličí bříza. Několik olší šedých (Alnus incana) roste podél řeky Divi. Bylo zde zaznamenáno celkem 315 druhů rostlin. V oblasti přirozeně roste pěnišník laponský (Rhododendron lapponicum).

### Fauna
V parku jsou zastoupeny všichni velcí predátoři na pevnině (medvěd hnědý, vlk, rosomák sibiřský, rys), ačkoli vlk je vzácný a pravděpodobně nemá trvalou přítomnost. Rosomák je v této oblasti obzvlášť četný. Běžní jsou soby, vlastnění Sámi, dále zde žije např. los evropský a liška polární.

## Podnebí

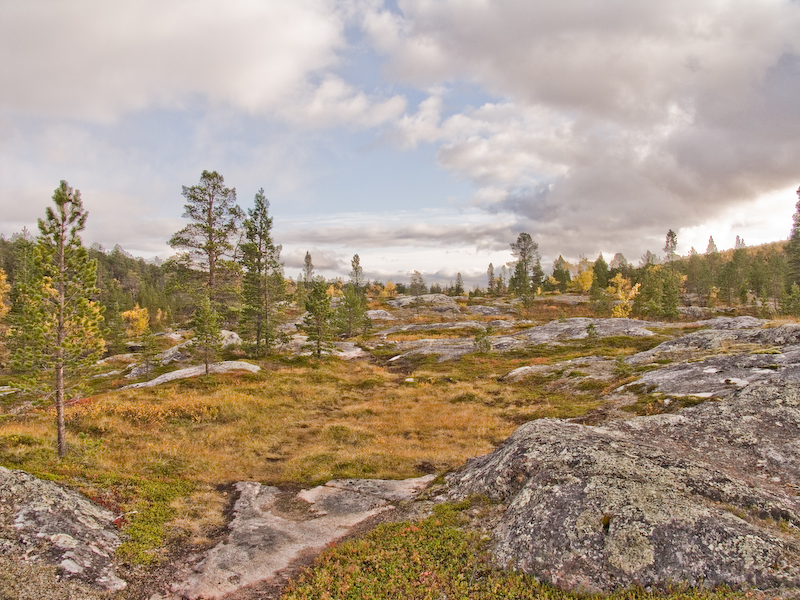
Část Øvre Dividal

Na úrovni 228 metrů nad mořem je Dividalen druhým nejsušším údolím v Norsku, s průměrnými ročními srážkami 282 mm. Měsíční 24hodinové průměry pro stejné místo se v červenci pohybují od −9 °C v lednu do 13 °C, přičemž průměrná roční hodnota činí 0,8 °C . V dolních partiích parku se nenachází permafrost. V nadmořských výškách nad 700 metrů je permafrost běžně. Národní park Øvre Dividal začíná v nadmořské výšce přibližně 300 m a dosahuje až 1600 m. Spolu s oblastmi na hranicích se Švédskem a nedalekými téměř nedotčenými oblastmi v Norsku je tento park součástí větší divočiny.

## Geologie
Podloží tvoří slepenec, pískovec a břidlice. Několik řek má zařezané rokle. Zvláštností jsou bludné balvany, velké kameny umístěné na nepravděpodobných místech. Byly neseny ledovci v době ledové a náhodně uloženy na konci doby ledové.

## Turistika
Národním parkem vede turistická dálková pěší trasa Nordkalottleden. Na ní norský turistický svaz spravuje horské chaty Vuomahytta, Dividalshytta a Dærtahytta. 